# Pfarrkirche Flattach

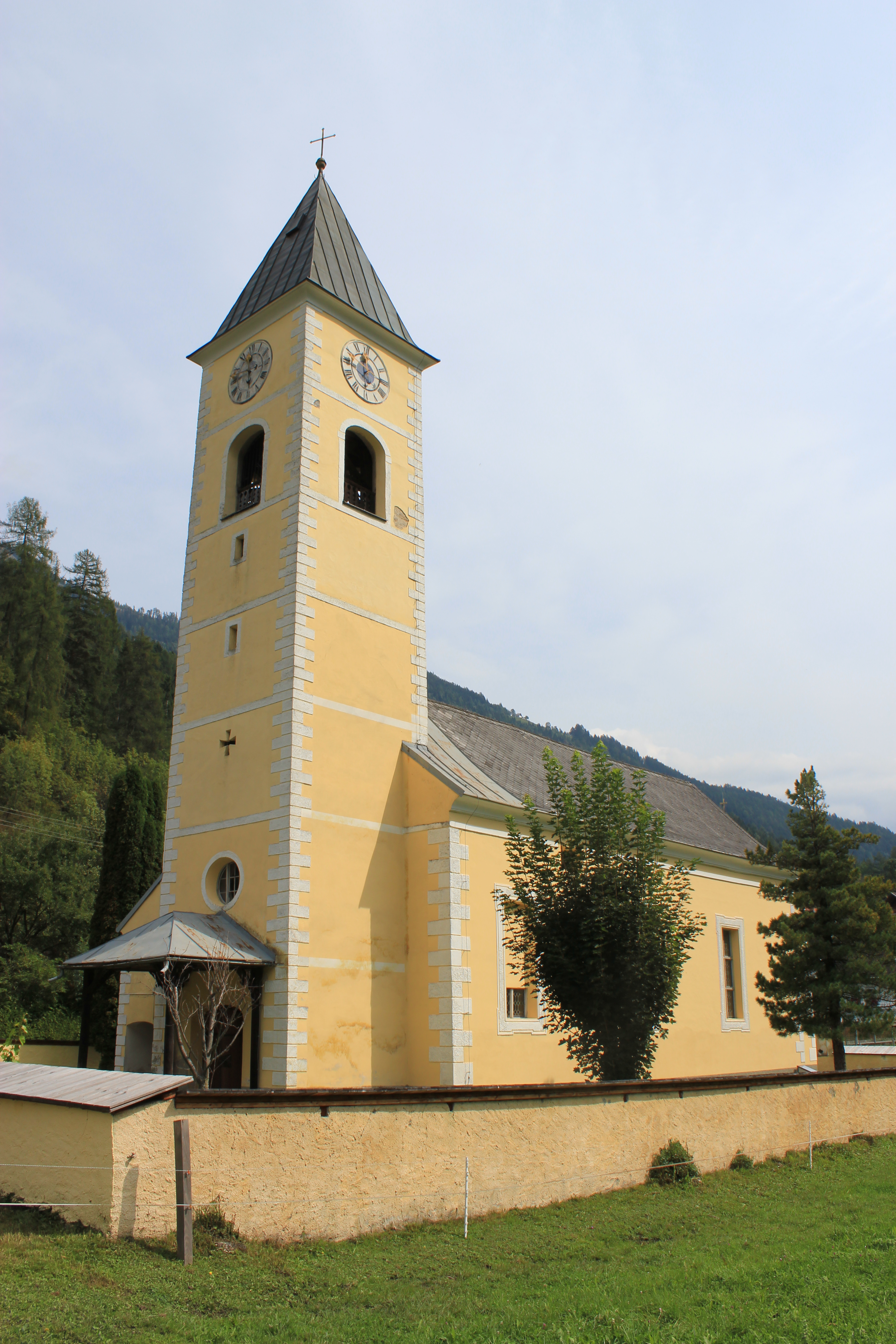
Katholische Pfarrkirche hl. Matthias in Flattach

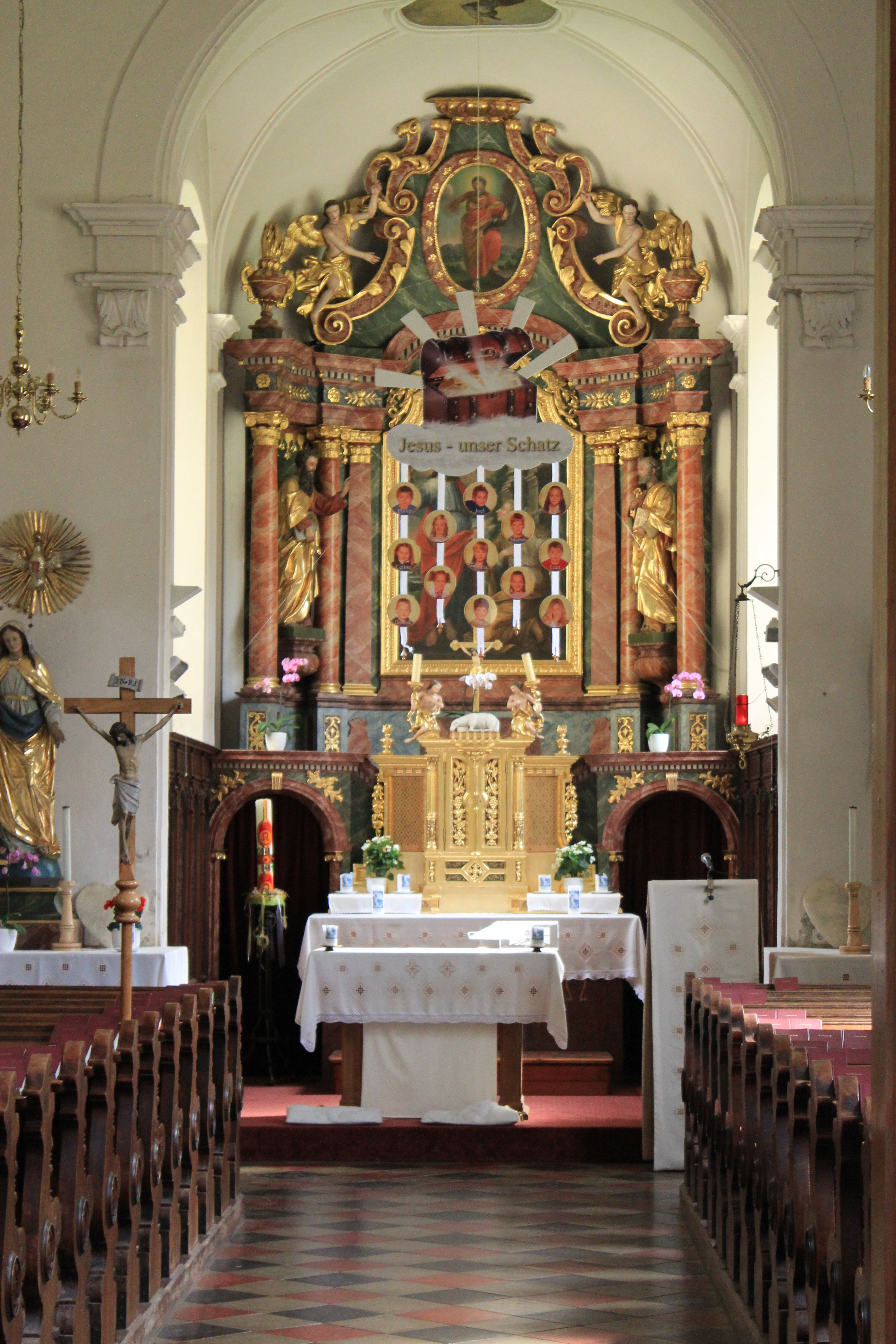
Langhaus: Blick zum Chor mit dem Hochaltar

Die Pfarrkirche Flattach steht in der Gemeinde Flattach im Bezirk Spittal an der Drau in Kärnten. Die auf den Apostel hl. Matthias geweihte römisch-katholische Pfarrkirche gehört zum Dekanat Obervellach in der Diözese Gurk-Klagenfurt. Die Kirche und der ummauerte Friedhof stehen unter Denkmalschutz (Listeneintrag). 

## Geschichte
Eine Kirche wurde 1504 urkundlich genannt. Die Kirche wurde 1746 erneuert. 1794 wurde der Turm erbaut und 1786 das Langhaus verlängert. 1857 war eine Restaurierung. 1957 wurde der Turmhelm verändert.

## Architektur
Der Kirchenbau hat ein einfaches 1796 verlängerte Langhaus mit einem Westturm und einen im Kern gotischen Chor mit einem Fünfachtelschluss.
An das einschiffige dreiachsige Langhaus unter einer Flachdecke mit einem rundbogigen eingezogenen Triumphbogen schließt ein Chor mit einem Gratgewölbe und einer Pilastergliederung an.
Die Deckenmalereien, im Chor Christi Himmelfahrt, im Langhaus Anbetung der Hirten entstand im späten 18. Jahrhundert und wurde später stark restauriert.

## Ausstattung
Der Hochaltar mit Opfergangsportalen und vorschwingenden Seitenteilen entstand um 1840, er trägt mit das Altarbild Christus und Maria Magdalena in romantischer Landschaft mit einer Säulenruine des Malers Brandstätter.
Die weitere Einrichtung zeigt sich in Formen der Neorenaissance. Die einfache Kanzel aus dem zweiten Viertel des 18. Jahrhunderts wurde 1777 verändert, sie zeigt an der Brüstung die Vier Evangelisten als Einlegearbeit und an der Bekrönung die Rokokofigur Guter Hirte. Es gibt eine großfigurige Schutzengelgruppe aus der ersten Hälfte des 19. Jahrhunderts und mehrere Bilder aus der gleichen Zeit.
Die Orgel mit einem Freipfeifenprospekt ist modern.

## Schutzengelkapelle
Im Ortskern gibt es eine barocke Schutzengelkapelle mit der Schnitzfigur Schutzengel.